# RAB21
RAB21‏ (RAB21, member RAS oncogene family) هوَ بروتين يُشَفر بواسطة جين RAB21 في الإنسان.